# Sandbacksgatan
| Sandbacksgatan mot öster (t.v.) och mot väster, 2017. |  | Sandbacksgatan mot öster (t.v.) och mot väster, 2017. |
| Sandbacksgatan mot öster (t.v.) och mot väster, 2017. |  |                                                       |

Sandbacksgatan är en gata på Södermalm i Stockholm. Gatan har haft många olika namn; sitt nuvarande namn fick den 1939.

## Historik
Det äldsta kända namnet för denna gata, som sträcker sig från Katarina östra kyrkogårdsgränd österut till Glasbrukstäppan, var Katarina Östra Qvarngränd (1674). Med kvarnen avsågs Swart Hindriks kvarn som låg på höjden för dagens Glasbruksklippan. I samband med Namnrevisionen i Stockholm 1885 döptes gatan om till Stigbergsgatan som då ledde ända fram till Ersta diakoni. 
Nästa namnändring förorsakades av att Stigbergsgatan delades i två avsnitt i och med att Renstiernas gata anlades på 1930-talet och sprängdes ner i ett djupt dike. Stigbergsgatans östra, längre del fick behålla sitt namn, medan den kortare, västra delen ändrades till nuvarande Sandbacksgatan. Namnet anknöt till de där belägna kvarteren Sandbacken Större och Mindre.

## Bebyggelse

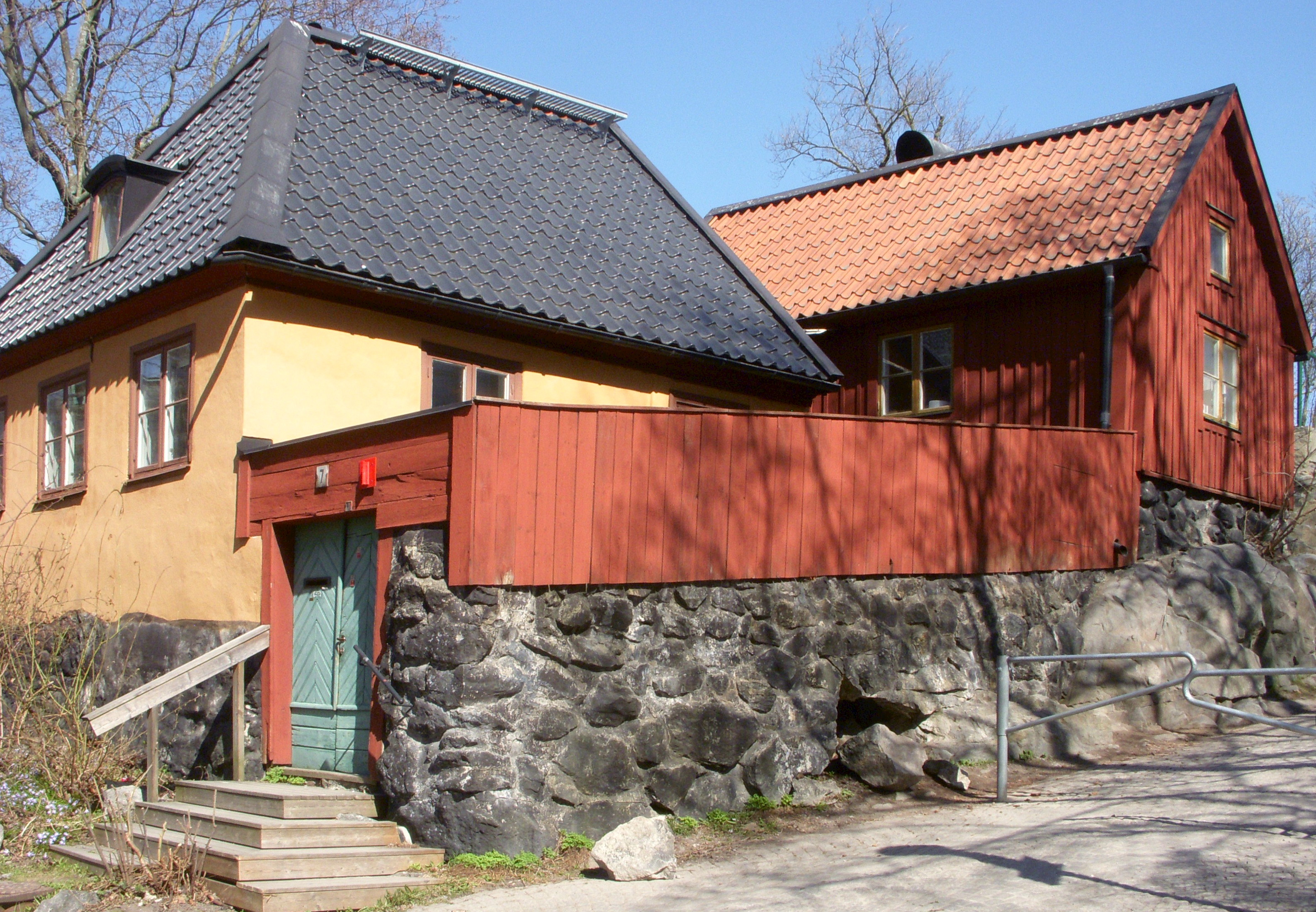
Historisk bebyggelse, Sandbacksgatan 7.

Några av de historiska byggnaderna från 1700-talets slut är fortfarande bevarade vid Sandbacksgatans nordöstra sida i höjd med Glasbrukstäppan. I hörnet med Katarina östra kyrkogårdsgränd märks en liten park som hör till Rutenbeckska gården. Den största byggnaden är det monumentala byggnadskomplexet i rött tegel som avslutar Sandbacksgatan mot öster. Det uppfördes åren 1938–1940 för Hantverksinstitutet efter ritningar av arkitekt Robert Berghagen. Numera finns friskolan Vittra AB och Sjölins gymnasium i huset.